# مارها در هواپیما
مارها در هواپیما (انگلیسی: Snakes on a Plane) فیلمی در ژانر اکشن، و کمدی ترسناک به کارگردانی دیوید آر الیس است که در سال ۲۰۰۶ منتشر شد. داستان آن دربارهٔ آزاد شدن صدها مار از نژادهای مختلف بسیار سمی در یک هواپیمای مسافربری است تا یک شاهد را به قتل برساند. این مارها با بویی که روی گل‌ها گرده افشانی شده بسیار وحشی شده‌اند و شروع به نیش زدن مسافران می‌کنند.

## بازیگران
- ساموئل ال. جکسون
- جولیانا مارگولیس
- ریچل بلانچارد
- کینن تامسون
- دیوید کوچنر
- السا پاتاکی
- بابی کاناوله
- فلکس الکساندر
- لین شی
- تیلور کیچ
- سانی می‌بری
- امیلی هولمز